# 馬尼皮耶羅宮
馬尼皮耶羅宮（義大利語：Palazzo Malipiero）是義大利城市威尼斯的一座宮殿建築，鄰近威尼斯大運河，對面是格拉西宮。馬尼皮耶羅宮始建於11世紀。

## 外部連結
- Palazzo Malipiero's web site （页面存档备份，存于）